# جيف ويلسون (سياسي كندي)
جيف ويلسون هو سياسي كندي، ولد في 24 سبتمبر 1941. نشط حزبياً في الحزب الكندي التقدمي المحافظ. وقد انتخب عضو مجلس العموم الكندي.